# Bedřichov (Berg)

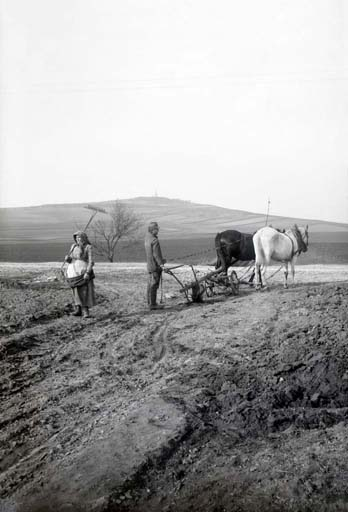
Der noch kahle Bedřichov um 1890 (Foto: František Krátký)

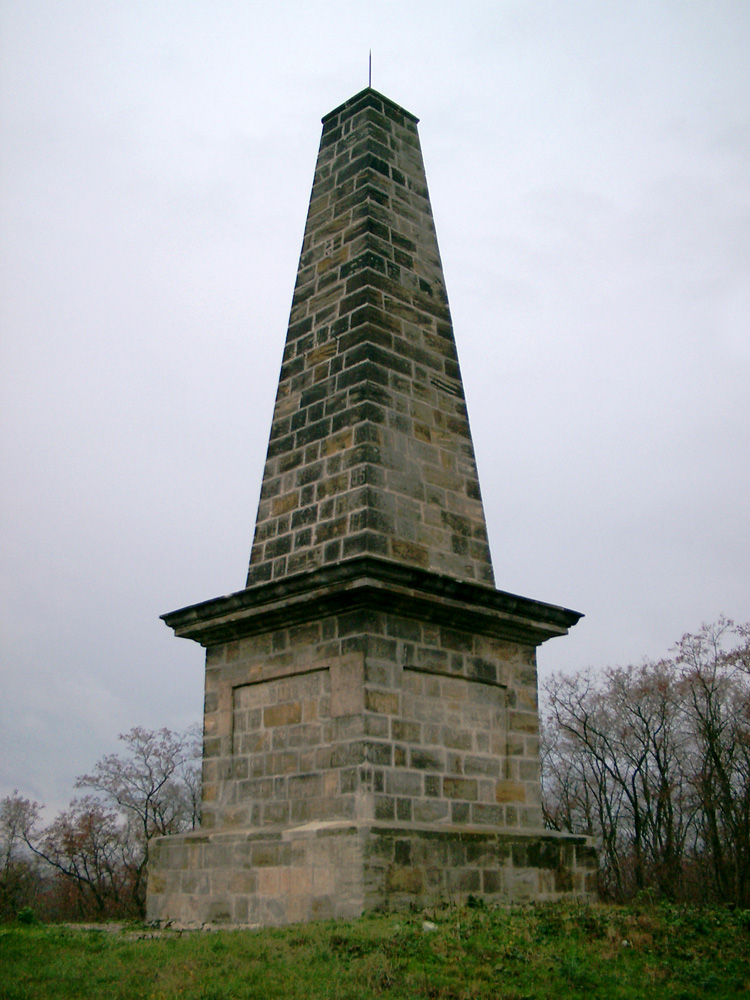
Denkmal der Schlacht bei Kolin

Der Bedřichov (deutsch Friedrichsberg, auch König-Friedrichs-Berg) ist ein Hügel über dem Elbtal in Tschechien. Er liegt fünf Kilometer nordwestlich des Stadtzentrums von Kolín in der Gemarkung Nová Ves I. Auf seinem Gipfel befinden sich das Denkmal der Schlacht bei Kolin und ein Aussichtsturm.

## Lage und Umgebung
Der nur auf dem Gipfel bewaldete Hügel erhebt sich linksseitig über dem Elbtal. Seine Hänge werden als Ackerland genutzt, erhalten sind einige aufgelassene Steinbrüche. Gegen Süden bildet das Tal der Bedřichovská svodnice die Abgrenzung zum Křečhoř-Plateau (333 m n.m.). Östlich des Bedřichov verläuft die Staatsstraße I/38 zwischen Kolín und Nymburk, südlich die Staatsstraße I/12 zwischen Kolín und Český Brod.
Umgeben wird der Bedřichov im Nordosten von Nová Ves I, im Osten von Ohrada und im Westen von Vítězov.
Zwischen Nová Ves I und Vítězov führt ein Wander- und Radweg über den Gipfel.

## Geschichte
Bis zur Mitte des 18. Jahrhunderts wurde der Hügel mit Novoveský vrch (Neudorfer Berg) bezeichnet. Im Siebenjährigen Krieg hatte das k.k. Heer unter Leopold Joseph Graf Daun während der preußischen Belagerung von Kolín am Abend  des 17. Juni 1757 die Höhen um den Křečhoř und Mukařov besetzt und bereitete sich auf einen preußischen Angriff des von Prag vorrückenden preußischen Hauptheeres unter dem Befehl König Friedrichs II. vor. Am 18. Juni 1757 trafen an den Höhen bei Křečhoř die preußischen und österreichischen Truppen in der Schlacht bei Kolin aufeinander. An dem etwas außerhalb des Schlachtfeldes gelegenen Novoveský vrch wurden preußische Artilleriebatterien stationiert. In der Endphase der Schlacht kommandierte Friedrich II. die preußische Armee vom Novoveský vrch aus und ordnete von dort auch den Rückzug an. Nach der Schlacht erhielt der Hügel den Namen Bedřichov (König-Friedrichs-Berg).
Im Jahre 1840 ließ der Besitzer der Grundherrschaft Kolín, Wenzel Veith,  auf dem damals noch kahlen Friedrichsberg ein Denkmal für die Schlacht bei Kolín errichten. Die feierliche Einweihung war im Rahmen des vom 22.–28. August 1841 bei Kolín und Kuttenberg durchgeführten gemeinsamen österreichisch-preußischen Manövers vorgesehen. Aus diplomatischer Rücksicht auf die preußische Seite trug der Hofkriegsrat Bedenken, eine Feier zur Erinnerung an die preußische Niederlage in das offizielle Manöverprogramm aufzunehmen und empfahl der Administration der Grundherrschaft, an dem bereits fertiggestellten Obelisken keine Erinnerungen an die Schlacht anzubringen. Durch seine herausragende Lage war der Obelisk weithin sichtbar.
In der zweiten Hälfte des 19. Jahrhunderts wurde in mehreren Steinbrüchen Hornblende abgebaut.
Seit der zweiten Hälfte des 20. Jahrhunderts ist der Gipfel des Bedřichov bewaldet. Der Wuchs der Bäume hat inzwischen auch den Obelisken verborgen. Im Jahre 2018 entstand am östlichen Waldrand des Gipfels ein Aussichtsturm.

## Denkmal der Schlacht von Kolín
Der monumentale Obelisk aus schlichten Sandsteinquadern wurde in den Jahren 1840–1841 auf Veranlassung des Kolíner Grundherren Wenzel Veith errichtet. Vorgesehen war die Ausschmückung durch Reliefs mit Kriegsszenen von Ludwig Schwanthaler. Aus diplomatischen Gründen wurde jedoch darauf verzichtet, ebenso unterblieb die von Veith als Rahmenprogramm eines österreichisch-preußischen Manövers angedachte Einweihungsfeier.
Nach der Schlacht bei Königgrätz wurde das Denkmal im Jahre 1866 oftmals von preußischen Offizieren aufgesucht, deren Auftrag es war, in den Sandstein die Namen der siegreichen Schlachtplätze von 1866 – Nachod, Skalitz, Gitschin, Königgrätz – einzuritzen. Im Jahre 1889 wurde der Obelisk instand gesetzt und erstmals offiziell gekennzeichnet. Er erhielt dabei die zweisprachige Inschrift Na památku vítězství nad Prusy v sedmileté válce 18. června 1757 – Zur erinnerung an den Sieg über die Preussen in Siebenjährigen Krieg am 18. Juni 1757.
In der zweiten Hälfte des 20. Jahrhunderts verschwand die Beschriftung; zugleich verlor das Denkmal durch die Bewaldung des Gipfels seine das Koliner Elbtal prägende Markanz und wird heute durch hohe Bäume verborgen. Im Jahre 2005 wurde eine von Miloslav Smrkovský entworfene Gedenktafel mit dem Porträt Friedrichs II. und dem tschechisch-, deutsch- und englischsprachigen Text Als Andenken an die Schlacht bei Kolín am 18. Juni 1757. Der Hügel Bedřichov war eine der Kommandostellungen des preussischen Königs Friedrich II. des Grossen, dem Oberbefehlshaber des preussischen Heeres. angebracht und am 18. Juni 2005 enthüllt. Im Jahre 2018 wurde am östlichen Waldrand des Gipfels ein Aussichtsturm errichtet.
Der Obelisk ist seit 1958 als Kulturdenkmal geschützt.

## Aussichtsturm
Der 14 m hohe hölzerne Dreipunktturm wurde im September–Dezember 2018 durch die Gemeinde Nová Ves I für 1,4 Mio. Kronen nach Plänen von Martin Novák errichtet. Die über eine metallene Wendeltreppe mit 63 Stufen erreichbare Aussichtsplattform liegt in 12,6 m Höhe. Der hauptsächliche Ausblick ist die Stadt Kolín. Eine Rundumsicht bietet sich dagegen bei einer Umrundung des Gipfels am Waldrand.